# Збогом, Берди
Збогом, Берди (енгл. Bye Bye Birdie) је амерички љубавно-хумористички филмски мјузикл из 1963. године, режисера Џорџа Сиднија, према сценарију који је Ирвинг Бречер написао на основу истоименог сценског мјузикла и књиге Мајкла Стјуарта. Главне улоге у филму тумаче Џенет Ли, Дик ван Дајк, Ен-Маргрет, Морин Стејплтон, Боби Рајдел, Џеси Пирсон и Ед Саливан, а радња прати рок певача који путује у мали град у Охају како би одржао свој „опроштајни” телевизијски наступ и пољубио своју највећу обожаватељку пре него оде на служење војног рока.
Овај филм је био дугометражни деби Ван Дајка и допринео је томе да Ен-Маргрет постане суперзвезда средином 1960-их. Њена улога донела јој је номинацију за Златни глобус у категорији за најбољу глумицу, док је сам филм био номинован у категорији за најбољи мјузикл или комедију. Такође је био номинован за два Оскара, у категоријама за најбољу музику и најбољи микс звука.
Године 2006, филм је заузео 38. место на листи „50 најбољих средњошколских филмова” часописа Entertainment Weekly.

## Радња
Године 1962, популарна рокенрол суперзвезда Конрад Берди добија позив за војску, што оставља његове младе обожаватељке у очају широм земље. Иако има докторат из биохемије, неуспешни композитор Алберт Питерсон смишља план са својом секретарицом и дугогодишњом девојком Роузи Делеон да Конрад отпева песму коју ће Алберт написати. Роузи убеђује Еда Саливана да омогући Конраду да изведе Албертову песму „One Last Kiss” у његовој емисији и затим пољуби насумично одабрану средњошколку у опроштају пре одласка у војску. Ако ово успе, Алберт ће се осећати слободним да се ожени Роузи, упркос својој удовици мајци Меј, која му се целог живота мешала у живот.
За Конрадов опроштајни наступ одабран је Коламбус, у Охају. Насумична девојка која је изабрана да пољуби Конрада, средњошколка Ким Макафи, одушевљена је овим, за разлику од свог дечка, Хуга Пибодија. Тинејџери оближњег града Свит Епл, несвесни да ће њихово место постати познато, проводе време током секвенце „Telephone Hour” расправљајући о најновијим трачевима: Ким и Хуго су се управо званично „закачили” (традиција у којој момак девојци даје своју значку братства као знак озбиљне везе), а Ким се осећа одрасло.
По Конрадовом доласку, тинејџерке певају своју химну „We Love You Conrad”, док момци исказују свој презир песмом „We Hate You Conrad!”. Свит Епл постаје познат широм државе, али поједини одрасли нису одушевљени изненадном славом, посебно након што Конрадова песма „Honestly Sincere”, уз његове заводљиве покрете куковима, изазове масовно падање жена у несвест, укључујући и градоначелникову супругу.
Под притиском угледних грађана, Кимин отац Хари одбија да дозволи ћерки да пољуби Конрада на телевизији, све док га Алберт не убеди обећањем да ће „целокупна породица” наступити у Саливановој емисији. Алберт открива Харију да је заправо биохемичар који је развио чудотворни додатак исхрани за домаће животиње који ће омогућити кокошкама да снесу по три јаја дневно; они га тестирају на породичној корњачи, која затим излети кроз врата. Хари, који се бави продајом ђубрива, види огроман пословни потенцијал у продаји овог препарата са Албертом.
Хуго се осећа угроженим због Конрада, али га Ким уверава да је он једини момак за њу. У међувремену, Роузи се осећа неприхваћено од стране Алберта, док је Албертова мајка Меј узнемирена након што их затекне заједно; истовремено, Хари је узнемирен због Конрадовог присуства у његовој кући и због Киминих промена у понашању. Обоје жале због проблема са „данашњом децом”.
Током пробе за емисију, нестрпљиви Конрад љуби Ким (која пада у несвест). Хуго је повређен, а Ким раскида с њим. Касније те ноћи, у локалном кафићу, Конрад, Ким, Хуго и њихови пријатељи тврде да имају још много тога да ураде, песмом „A Lot of Livin' to Do”. У међувремену, Алберт сазнаје да је руски балет променио свој програм на дужу кореографију, што неће оставити довољно времена за Конрадову песму и опроштајни пољубац с Ким. Он покушава да убеди менаџера балетана да скрати наступ, али не успева. Разочаран, одлучује да утопи тугу у локалном бару.
Неочекивано, тамо затиче своју мајку, која игра канасту са власником бара, господином Модом, такође удовцем. Роузи, уморна од Алберта и његове мајке, такође одлази у бар у потрази за „ноћи за памћење”. Након што наручи три пића (али попије само једно), Роузи одлази у другу просторију где се одржава конвенција Шрајнера. Почиње да плеше и кокетира с мушкарцима, али када ситуација измакне контроли, Алберт је спасава од разуларених Шрајнера.
Следећег дана, Роузи осмишљава план како да врати Конрадову тачку у Саливанову емисију те вечери. Додаје једну од Албертових пилула у млеко диригента оркестра, што убрзава балет, забављајући публику, али вређајући Русе и ослобађајући простор за Конрадов наступ. Он пева „One Last Kiss”, али у тренутку када треба да пољуби Ким, Хуго улеће на сцену и удара Конрада, оборивши га у директном преносу, на шок Алберта и Роузи.
Ким и Хуго се мире. Алберт је сада слободан да се ожени, а његова мајка одобрава брак, откривајући да се и сама удала за господина Мода. Сва три пара живе срећно до краја живота. Ким, сада мудрија, опрашта се од Конрада песмом „Bye Bye Birdie (Reprise)”.

## Улоге
| Глумац          | Улога           |
| --------------- | --------------- |
| Џенет Ли        | Роузи Делеон    |
| Дик ван Дајк    | Алберт Питерсон |
| Ен-Маргрет      | Ким Макафи      |
| Морин Стејплтон | Меј Питерсон    |
| Боби Рајдел     | Хуго Пибоди     |
| Џеси Пирсон     | Конрад Берди    |
| Ед Саливан      | сам себе        |
| Пол Линд        | Хари Макафи     |
| Мери Ларош      | Дорис Макафи    |
| Мајкл Еванс     | Клод Пејзли     |
| Роберт Пејџ     | Боб Прехт       |
| Грегори Мортон  | маестро Боров   |
| Брајан Расел    | Рандолф Макафи  |
| Милтон Фроум    | господин Мод    |
| Труди Ејмс      | Урсула          |